# The Way (canción de Fastball)
«The Way» es un sencillo de la banda estadounidense de rock alternativo Fastball. Fue lanzado en 1998 como el primer sencillo de su segundo álbum de estudio, All the Pain Money Can Buy.
Alcanzó el número uno en el US Billboard Modern Rock Tracks en abril y permaneció allí durante siete semanas. La canción también alcanzó el número uno en Canadá. Además, fue nominada al premio Grammy en 1999 en la categoría Mejor interpretación rock de un dúo o grupo con vocalista.
El bajista de Fastball, Tony Scalzo, compuso la canción después de leer un artículo periodístico el cual describía la desaparición de una pareja de ancianos, Lela y Howard Raymond de Salado, Texas quienes salieron de su casa en junio de 1997 para asistir al Pioneer Day festival, en Temple, Texas, a pesar del Alzheimer de Lela y la reciente cirugía al cerebro de Howard. Fueron descubiertos dos semanas más tarde, muertos, en un barranco cerca de Hot Springs, Arkansas, a cientos de kilómetros de su final del recorrido.
Acerca de la canción, Scalzo, dijo: "es una forma romántica de asumir lo que pasó" (''"It's a romanticized take on what happened").

## Lista de canciones
Sencillo en CD
1. «The Way» – 4:08
2. «Are You Ready for the Fallout?» – 3:15
3. «Freeloader Freddy» – 3:09

Promo CD
1. «The Way» (Radio Edit) – 4:08
2. «The Way» (Álbum Versión) – 4:16

## Posicionamiento en listas y certificaciones
| Lista (1998)                            | Mejor posición |
| --------------------------------------- | -------------- |
| Alemania (Media Control AG)             | 66             |
| Australia (ARIA)                        | 14             |
| Canadá (RPM Top Singles)                | 1              |
| Estados Unidos (Hot 100 Airplay)        | 4              |
| Estados Unidos (Adult Top 40)           | 2              |
| Estados Unidos (Mainstream Rock Tracks) | 25             |
| Estados Unidos (Modern Rock Tracks)     | 1              |
| Estados Unidos (Top 40 Mainstream)      | 4              |
| Estados Unidos (Top 40 Tracks)          | 31             |
| Italia (FIMI)                           | 28             |
| Noruega (VG-lista)                      | 15             |
| Países Bajos (Mega Single Top 100)      | 90             |
| Reino Unido (UK Singles Chart)          | 21             |
| Suecia (Sverigetopplistan)              | 7              |
| Suiza (Schweizer Hitparade)             | 36             |

| País      | Organismo certificador | Certificación | Ref.   |
| --------- | ---------------------- | ------------- | ------ |
| Australia | ARIA                   | Disco de Oro  | [ 13 ] |

### Sucesión en listas
| Anterior: «Sex and Candy» de Marcy Playground | Modern Rock Tracks — Sencillo número uno 11 de abril de 1998 — 23 de mayo de 1998 | Siguiente: «Closing Time» de Semisonic |
| Anterior: «Torn» de Natalie Imbruglia         | RPM Top Singles — Sencillo número uno 15 de junio de 1998 — 22 de junio de 1998   | Siguiente: «Torn» de Natalie Imbruglia |

## Curiosidades
- Es la canción principal del programa de televisión por cable argentino llamado La mejor Publicidad del mundo, que se transmite por TN.